# یواس‌اس بوسکو (ای‌پی‌ای-۱۳۵)
یواس‌اس بوسکو (ای‌پی‌ای-۱۳۵) (به انگلیسی: USS Bosque (APA-135)) یک کشتی بود که طول آن ۴۵۵ فوت (۱۳۹ متر) بود. این کشتی در سال ۱۹۴۴ ساخته شد.